# Московски страж
Московският страж (на руски: Московская сторожевая собака) е порода кучета, създадена в болшевишка Русия от Червената армия като куче-пазач. Тя е кръстоска между санбернар, кавказка овчарка  и  руско гонче  . Тя е много голяма и тежи около 80 кг. За разлика от своите братовчеди санбернарите, московският страж се нуждае от много движение. Те не изпускат лиги, за разлика от много други догове. Някога е било много трудно да се намери куче от породата извън СССР, но днес тя става все по-популярна в САЩ и Европа.

## История
Първият официален породен стандарт на породата е написан през 1985. Той е признат през 1992 от Федерацията на руските собственици на кучета и от Департамента за отглеждане на животни и родословие към руското Министерство на културата. Същата година той е признат и от Руския киноложки клуб.
Породата не е изцяло призната от МФК. Днес тя е призната само като част от 2 група – Молоси. Освен в Русия, породата е призната на още много места.